# 东北街街道
东北街街道，是中华人民共和国甘肃省酒泉市肃州区下辖的一个乡镇级行政单位。

## 行政区划
东北街街道下辖以下地区：
民主街社区、北新街社区和汉唐街北社区。